# Callistocythere arcuata
Callistocythere arcuata is een mosselkreeftjessoort uit de familie van de Leptocytheridae. De wetenschappelijke naam van de soort is voor het eerst geldig gepubliceerd in 1980 door Bonaduce, Masoli, Minichelli & Pugliese.